# Relaciones Honduras-Palestina
Las relaciones Honduras-Palestina son las relaciones internacionales entre Honduras y Palestina. Honduras reconoció a Palestina en 2011, un movimiento en marcado contraste con un legado duradero de estrechos vínculos entre sucesivos gobiernos hondureños e Israel.
El 10 de mayo de 2013, Honduras y Palestina establecieron vínculos diplomáticos, en una ceremonia en Tegucigalpa, a la que asistieron los ministros de Relaciones Exteriores de ambos países, Mireya Agüero y Riyad al-Maliki. Al-Maliki también se reunió con el presidente de Honduras Porfirio Lobo en el palacio presidencial. El embajador de Palestina, Mohamed Saadat, presentó sus credenciales el 13 de septiembre de 2013.
Honduras tiene la comunidad palestina más grande de América Latina, después de Chile. El primer caso registrado de un emigrante palestino a Honduras se remonta a 1899. La mayor oleada de migración palestina a Honduras tuvo lugar entre 1922 y 1931. Muchos de los migrantes procedían de Belém, Beit Jala o Beit Sahour. La mayoría de los emigrantes palestinos a Honduras eran greco-ortodoxos. También hubo migrantes maronitas y católicos griegos. Una minoría (aproximadamente 15-20% en un punto) eran musulmanes. Sin embargo, más tarde la mayoría de los descendientes de los inmigrantes ortodoxos posteriormente adoptó el catolicismo. Muchos descendientes palestinos han venido a ocupar posiciones importantes en la sociedad hondureña. Un descendiente palestino, Carlos Roberto Flores, fue elegido Presidente de Honduras en 1998.
En 1947, Honduras se abstuvo de votar sobre el Plan de las Naciones Unidas para la partición de Palestina en la Asamblea General de las Naciones Unidas.